# Diocesi di Meath
La diocesi di Meath (in latino: Dioecesis Midensis) è una sede della Chiesa cattolica in Irlanda suffraganea dell'arcidiocesi di Armagh. Nel 2021 contava 275.500 battezzati su 326.000 abitanti. È retta dal vescovo Thomas Deenihan.

## Territorio
La diocesi si estende su parte delle contee irlandesi di Meath, Westmeath, Louth, Cavan e Offaly. Il suo territorio è interamente nella Repubblica d'Irlanda.
Sede vescovile è la città di Mullingar, dove si trova la cattedrale di Cristo Re.
Il territorio è suddiviso in 69 parrocchie.

## Storia
Le origini della diocesi sono abbastanza complesse. Fino al XII secolo la Chiesa in Irlanda era piuttosto articolata in circoscrizioni ecclesiastiche che facevano capo ai monasteri e i vescovi non avevano giurisdizioni vere e proprie, ma piuttosto sedi residenziali. Ciò spiegherebbe anche come nel primo millennio alla sede di Clonard appaiono associate diverse sedi minori: Duleek, Trim, Kenlis (o Kells), Ardbraccan, Dunsaghlin, Slane e Foure. Clonard era fra queste la sede principale, alla quale le altre, che in alcuni casi non erano meno antiche, si aggregarono. Ad esempio Duleek sarebbe stata fondata da san Kenan, morto nel 488 o 489.
Il sinodo di Kells del 1152 stabilì in Irlanda le diocesi territoriali che esistevano nel resto d'Europa e segnò la nascita dell'attuale diocesi di Meath, come suffraganea dell'arcidiocesi di Armagh. Sembra che Meath avesse anzi un primato d'onore fra le suffraganee della provincia ecclesiastica. Nel 1202 la sede vescovile fu trasferita da Clonard a Trim.
All'epoca della Riforma protestante durante il regno di Edoardo VI il vescovo Edward Staples si rese colpevole di apostasia, mentre il suo successore William Walsh resistette a tutte le lusinghe della regina Elisabetta, perché aderisse alla Chiesa di Stato e dopo aver trascorso tredici anni incarcerato a Dublino, morì esule ad Alcalá de Henares. La diocesi rimase quindi vacante per mezzo secolo.
Nel 1778 la sede fu ristabilita a Navan, da dove all'inizio del XX secolo il vescovo la trasferì a Mullingar, dove la nuova cattedrale di Cristo Re fu aperta il 6 settembre 1936 e solennemente consacrata il 6 agosto 1939.
Nella diocesi c'è una numerosa presenza di immigrati polacchi ed è attiva una struttura per la pastorale in lingua polacca, presente in diverse parrocchie.

## Cronotassi dei vescovi
Si omettono i periodi di sede vacante non superiori ai 2 anni o non storicamente accertati.
- San Finian † (? - 12 dicembre 552 deceduto)
- San Senach † (? - 27 agosto 587 deceduto)
- Fiachre † (? - 8 febbraio ? deceduto)
- Colman O'Telduibh † (? - 2 febbraio 652 deceduto)
- Osenius † (652 - 1º maggio 652 deceduto)
- Ultan O'Conga † (? - 1º luglio 665 deceduto)
- San Becan † (? - 16 aprile 687 deceduto)
- Colman O'Heir † (? - 9 febbraio 700 deceduto)
- Dubdan O'Forlan † (? - 716 deceduto)
- Aelchire † (? - 726 deceduto)
- Fienmael MacGirthid † (? - 30 marzo 731 deceduto)
- San Tola MacDunchad † (? - 3 marzo 733 deceduto)
- Beglatneu † (? - 755 deceduto)
- Fulertach MacBrec † (circa 755 - 29 marzo 774 deceduto)
- Algnied † (? - 8 marzo 778 deceduto)
- Cormac MacSuibne † (? - 828 deceduto)
- Suarleagh † (? - 868 deceduto)
- Cormac † (? - 882 deceduto)
- Rumold MacCathasach † (? - 919 deceduto)
- Colman MacAilild † (? - 7 febbraio 924 deceduto)
- Ferdonmagh MacFlanagan † (? - 930 deceduto)
- Mael Mochte † (? - 940 deceduto)
- Maelfechin † (? - 942 deceduto)
- Becan MacLactnan † (? - 971 deceduto)
- Faithman † (? - 1010 deceduto)
- Tuathal O'Dunluing (od O'Dubanrick) † (? - 1028 o 1029 deceduto)
- Cellach O'Clerchen † (? - 1043 deceduto)
- Tuathal O'Follanmuin † (? - 1055 deceduto)
- Tigernach Boircech † (? - 1061 deceduto)
- Muchertach MacLongsec † (? - 1092 deceduto)
- Idunan † (menzionato nel 1096)
- Conchobhar † (? - 1117 deceduto)
- Fiachry † (? - 1135 deceduto)
- Gillachrist O'Hagan † (? - 1136 deceduto)
- Eochaid O'Kelly † (? - 1140 deceduto)
- O'Folloman † (? - 1150 deceduto)
- Ethric O'Miadachain † (1150 - 1173 o 1174 deceduto)
- Eugene † (1174 - circa 1194 deceduto)
- Simon de Rochfort † (1194 - 1224 deceduto)
- Deodatus † (1224 - 1226 deceduto)
- Ralph le Petit † (1227 - 28 settembre 1230 deceduto)
- Richard de la Corner † (1232 - 1250 deceduto)
  - Sede vacante (1250-1254)
- Hugh Taghmon † (31 ottobre 1254 - febbraio 1281 deceduto)
  - Sede vacante (1281-1286)
- Thomas Saint-Leger † (12 luglio 1286 - dicembre 1320 deceduto)
- John O'Carroll † (20 febbraio 1321 - 19 gennaio 1327 nominato arcivescovo di Cashel)
- William de Paul, O.Carm. † (16 febbraio 1327 - luglio 1349 deceduto)
- William Saint-Leger † (5 ottobre 1349 - 24 agosto 1352 deceduto)
- Nicholas Allen † (9 gennaio 1353 - 15 gennaio 1367 deceduto)
  - Sede vacante (1367-1369)
- Stephen Wale † (19 febbraio 1369 - 10 novembre 1379 deceduto)
- William Andrew, O.P. † (1380 - 28 settembre 1385 deceduto)
- Alexander Petit de Balscot † (10 marzo 1386 - 10 settembre 1400 deceduto)
- Robert Montain † (7 febbraio 1401 - 24 maggio 1412 deceduto)
- Edward Dantsey † (31 agosto 1412 - 4 gennaio 1430 deceduto)
- William Hadsor † (29 maggio 1430 - 1434 deceduto)
- William Silk † (22 settembre 1434 - 9 maggio 1450 deceduto)
- Edmund Ouldhall † (7 agosto 1450 - 9 agosto 1459 deceduto)
- William Sherwood † (16 marzo 1460 - 3 dicembre 1482 deceduto)
- John Payne, O.P. † (17 marzo 1483 - 3 marzo 1506 deceduto)
- William Rockeby † (28 maggio 1507 - 28 gennaio 1512 nominato arcivescovo di Dublino)
- Hugh Inge † (28 gennaio 1512 - 27 febbraio 1523 nominato arcivescovo di Dublino)
- Richard Wilson † (27 febbraio 1523 - circa 1529 dimesso)
- Edward Staples † (3 settembre 1529 - 9 giugno 1554 deposto)
- William Walsh, O.Cist. † (18 ottobre 1554 - 4 gennaio 1577 deceduto)
  - Sede vacante (1577-1621)
- Thomas Dease  † (5 marzo 1621 - 1652 deceduto)
  - Sede vacante (1652-1657)
- Anthony MacGeoghegan, O.F.M.Obs. † (16 aprile 1657 - 1661 dimesso)
  - Sede vacante (1661-1669)
- Patrick Plunkett, O.Cist. † (8 marzo 1669 - 18 novembre 1679 deceduto)
- James Cusack † (18 novembre 1679 succeduto - 1688 deceduto)
- Patrick Tyrrell, O.F.M.Ref. † (24 gennaio 1689 - 1692 deceduto)
  - Sede vacante (1692-1707)
- Jacob Fagan † (12 agosto 1707 - ?)
- Luke Fagan † (15 settembre 1713 - 24 settembre 1729 nominato arcivescovo di Dublino)
- Stephen MacEgan, O.P. † (26 settembre 1729 - 30 maggio 1756 deceduto)
- Augustine Cheevers, O.E.S.A. † (7 agosto 1756 - 18 agosto 1778 deceduto)
- Patrick Joseph Plunkett † (19 dicembre 1778 - 11 gennaio 1827 deceduto)
- Robert Logan † (11 gennaio 1827 succeduto - 22 aprile 1830 deceduto)
- John Cantwell † (4 luglio 1830 - 11 dicembre 1866 deceduto)
- Thomas McNulty † (11 dicembre 1866 succeduto - 24 dicembre 1898 deceduto)
- Matthew Gaffney † (28 aprile 1899 - 1906 dimesso)
- Lawrence Gaughran † (16 aprile 1906 - 14 giugno 1928 deceduto)
- Thomas Mulvany † (12 aprile 1929 - 16 giugno 1943 deceduto)
- John Francis D'Alton † (16 giugno 1943 succeduto - 13 giugno 1946 nominato arcivescovo di Armagh)
- John Anthony Kyne † (17 maggio 1947 - 23 dicembre 1966 deceduto)
- John McCormack † (29 gennaio 1968 - 16 maggio 1990 dimesso)
- Michael Smith (16 maggio 1990 succeduto - 18 giugno 2018 ritirato)
- Thomas Deenihan, dal 18 giugno 2018

## Statistiche
La diocesi nel 2021 su una popolazione di 326.000 persone contava 275.500 battezzati, corrispondenti all'84,5% del totale.
| anno | popolazione | popolazione | popolazione | presbiteri | presbiteri | presbiteri | presbiteri                | diaconi | religiosi | religiosi | parrocchie |
| anno | battezzati  | totale      | %           | numero     | secolari   | regolari   | battezzati per presbitero | diaconi | uomini    | donne     | parrocchie |
| ---- | ----------- | ----------- | ----------- | ---------- | ---------- | ---------- | ------------------------- | ------- | --------- | --------- | ---------- |
| 1950 | 120.633     | 126.120     | 95,6        | 204        | 164        | 40         | 591                       |         | 25        | 62        | 66         |
| 1970 | 125.482     | 128.514     | 97,6        | 289        | 161        | 128        | 434                       |         | 240       | 628       | 66         |
| 1980 | 155.000     | 158.000     | 98,1        | 316        | 166        | 150        | 490                       |         | 266       | 492       | 67         |
| 1990 | 177.000     | 180.000     | 98,3        | 237        | 134        | 103        | 746                       |         | 156       | 345       | 70         |
| 1999 | 194.240     | 200.000     | 97,1        | 254        | 132        | 122        | 764                       |         | 157       | 294       | 69         |
| 2000 | 199.447     | 202.986     | 98,3        | 240        | 130        | 110        | 831                       |         | 148       | 287       | 69         |
| 2001 | 202.451     | 206.197     | 98,2        | 245        | 134        | 111        | 826                       |         | 143       | 281       | 69         |
| 2002 | 212.858     | 217.504     | 97,9        | 252        | 133        | 119        | 844                       |         | 149       | 267       | 69         |
| 2003 | 218.384     | 223.244     | 97,8        | 251        | 132        | 119        | 870                       |         | 200       | 270       | 69         |
| 2004 | 223.200     | 228.500     | 97,7        | 244        | 129        | 115        | 914                       |         | 146       | 265       | 69         |
| 2013 | 267.831     | 303.000     | 88,4        | 243        | 120        | 123        | 1.102                     |         | 145       | 220       | 69         |
| 2016 | 270.500     | 303.500     | 89,1        | 219        | 111        | 108        | 1.235                     |         | 128       | 170       | 69         |
| 2019 | 276.315     | 306.460     | 90,2        | 199        | 109        | 90         | 1.388                     |         | 109       | 130       | 69         |
| 2021 | 275.500     | 326.000     | 84,5        | 191        | 109        | 82         | 1.442                     |         | 95        | 90        | 69         |